# 田中力 (バスケットボール)
田中 力（たなか ちから、2002年5月4日 - ）は、日本のバスケットボール選手。神奈川県横須賀市出身。ポジションはガード。Bリーグ・熊本ヴォルターズ所属。

## 来歴
アメリカ人の父と日本人の母を持つ。
小学4年でバスケを始め、中学3年時にはU15横浜ビー・コルセアーズに所属。B.LEAGUE U15 CHALLENGE CUP 2018の準優勝に貢献し、大会MVPを獲得。
2017年に史上最年少の15歳5ヶ月でバスケットボール男子日本代表候補に選出される。
渡米しIMGアカデミーに進学。高校3年でハワイのカフク高校に進学も、コロナ禍のためシーズンが中止。その後はベリタス・プレップアカデミーでプレーした。
2020年、NCAA1部のユタ大学からオファーを受けるも、コロナ禍で機会を失う。
2022年、NAIA所属のベテル大学へ進学。
2023年10月27日、横浜ビー・コルセアーズに特別指定選手として登録され、29日の広島ドラゴンフライズ戦でBリーグデビュー。
2024年7月24日、熊本ヴォルターズへ移籍。緒戦となる「STARLUX Airlines presents FRIENDSHIP MATCH 2024 vs 台湾ビールレオパーズ」において、途中出場ながらチーム2位タイの14ptを挙げる活躍を見せた（1位：山本翔太/タイラー・ラム15pt、2位：田中/ミッチェル・ライトフット14pt）。レギュラーシーズン53回（642分03秒・平均12分06秒）、プレーオフ2回（138分15秒・平均5分07秒）に出場。
2025年6月8日、熊本と選手契約を継続。

## 経歴
ベテル大学（2022）- 横浜ビー・コルセアーズ（特別指定選手、2023 - 24）- 熊本ヴォルターズ（2024 - ）

## 個人成績
| シーズン     | クラブ      | GP | GS | MPG  | FG%  | 3P%  | FT%  | RPG | APG | SPG | BPG | TO  | PPG |
| ------------ | ----------- | -- | -- | ---- | ---- | ---- | ---- | --- | --- | --- | --- | --- | --- |
| B1 2023-24   | 横浜(特指） | 27 | 0  | 5.0  | .321 | .130 | .500 | 0.3 | 0.5 | 0.0 | 0.0 | 0.4 | 1.7 |
| B2 2024-25   | 熊本        | 53 | 0  | 12.0 | .393 | .220 | .491 | 1.1 | 1.5 | 0.4 | 0.1 | 1.6 | 4.7 |
| B2 2024-25PO | 熊本        | 2  | 0  | 5.0  | .200 | .000 | .000 | 0.0 | 2.0 | 0.0 | 0.0 | 0.0 | 1.0 |